# Hugo von Seeliger
 Hugo von Seeliger  cunoscut ca Hugo Hans Ritter von Seeliger (n. 23 septembrie 1849, Bielsko-Biała, Polonia – d. 2 decembrie 1924, München, Republica de la Weimar) a fost un astronom german. Este adesea considerat cel mai important astronom al perioadei sale.  În 1874, el a condus expediția germană pe Insulele Auckland pentru a observa tranzitul lui Venus.

## Paradoxul lui Seeliger
Paradoxul lui Seeliger sau paradoxul gravitațional spune că într-un univers infinit cu materie distribuită uniform, forța gravitațională va fi infinită în orice punct. În teoria relativității generale, nu mai apare acest paradox.